# مونتجومري بلير
مونتجومري بلير (بالإنجليزية: Montgomery Blair)‏ هو قاضي ومحامي وسياسي أمريكي، ولد في 10 مايو 1813 في مقاطعة فرانكلن في الولايات المتحدة، وتوفي في 27 يوليو 1883 في الولايات المتحدة. حزبياً، نشط في الحزب الجمهوري والحزب الديمقراطي. وقد انتخب مدير مكتب البريد العام في الولايات المتحدة ‏ (5 مارس 1861 – 24 سبتمبر 1864).

## روابط خارجية
- مونتجومري بلير على موقع الموسوعة البريطانية (الإنجليزية)
- مونتجومري بلير على موقع إن إن دي بي (الإنجليزية)